# Calicrátidas
Calicrátidas  (griego antiguo Καλλικρατίδας, Kallikratídas; † 406 a. C.) fue un comandante naval espartano durante la guerra de Decelia, la última fase de la guerra del Peloponeso. 
En 406 a. C., fue enviado al Egeo para tomar el mando de la flota espartana de Lisandro, el primer navarca.
El periodo de tiempo en que Calicrátidas ejerció de navarca fue breve y tropezó con varias dificultades. Principalmente, las intrigas de su predecesor, quien aparentemente había devuelto el dinero con el que la flota debía ser pagada por el príncipe persa Ciro. Calicrátidas necesitaba el dinero de Ciro para pagar a sus hombres, pero, como un espartano tradicionalista, era reacio a pedirlo a un persa. Sus intentos poco entusiastas de conseguir la financiación de Ciro no se concretaron, y fue forzado a encontrar una fuente alternativa de fondos, que la ciudad de Mileto al final proveyó.
Después de ganar una victoria inicial contra el almirante ateniense Conón, Calicrátidas se enfrentó con una considerable flota ateniense enviada para auxiliar a Conón. Se enfrentó a esta flota en la batalla de Arginusas en 406 a. C. Su contingente naval fue completamente derrotado, y Calicrátidas murió. Tras su muerte, Lisandro, regresó de Esparta para ocupar el puesto de navarca otra vez.
Calicrátidas es recordado como un espartano de la vieja escuela. Desdeñó la política de alianza con Persia que había sido aprobada bajo Lisandro, y declaró que si la elección hubiera sido suya, habría buscado la paz con Atenas. El papel creciente del dinero en la política y la diplomacia espartanas, ofendía su tradicionalista, antimaterialista sensibilidad. Aunque fracasó en su mando, ganó el respeto de muchos espartanos y aliados, y fue muy bien considerado después de su muerte. 